# タイ・バトリー
タイ・ダグラス・バトリー（Ty Douglas Buttrey, 1993年3月31日 - ）は、アメリカ合衆国ノースカロライナ州メクレンバーグ郡マシューズ出身のプロ野球選手（投手）。右投左打。MLBのヒューストン・アストロズ傘下所属。

## 経歴

### プロ入りとレッドソックス傘下時代
2012年のMLBドラフト4巡目（全体151位）でボストン・レッドソックスから指名され、プロ入り。契約後、傘下のルーキー級ガルフ・コーストリーグ・レッドソックスでプロデビュー。4試合（先発3試合）に登板して防御率1.80、5奪三振を記録した。
2013年はA-級ローウェル・スピナーズでプレーし、13試合に先発登板して4勝3敗、防御率2.21、35奪三振を記録した。
2014年はルーキー級ガルフ・コーストリーグ・レッドソックス、A-級ローウェル、A級グリーンビル・ドライブでプレーし、3球団合計で16試合（先発15試合）に登板して0勝5敗、防御率5.74、56奪三振を記録した。
2015年はA級グリーンビルとA+級セイラム・レッドソックスでプレーし、2球団合計で25試合に先発登板して9勝10敗、防御率3.92、103奪三振を記録した。
2016年はAA級ポートランド・シードッグスでプレーし、33試合（先発9試合）に登板して1勝9敗、防御率4.44、52奪三振を記録した。
2017年はAA級ポートランドとAAA級ポータケット・レッドソックスでプレーし、2球団合計で40試合に登板して2勝5敗4セーブ、防御率4.89、74奪三振を記録した。オフにはアリゾナ・フォールリーグに参加し、ピオリア・ハベリーナズに所属した。11月20日にはルール・ファイブ・ドラフトでの流出を防ぐために40人枠入りした。
2018年はAAA級ポータケットでプレーした。

### エンゼルス時代
2018年7月31日にイアン・キンズラーとのトレードで、ウィリアムズ・ヘレスと共にロサンゼルス・エンゼルスへ移籍した。8月16日のテキサス・レンジャーズ戦でメジャーデビュー。この年メジャーでは16試合に登板して0勝1敗4セーブ、防御率3.31、20奪三振を記録した。
2019年はチーム最高の72登板を記録し、6勝7敗だった。
2020年は新型コロナウイルスによるシーズン延期によるMLB The Show 20のチーム代表選手の対抗戦に参加した。この年は27試合に登板して2勝3敗5セーブ、防御率5.81、18奪三振を記録した。
2021年の開幕はマイナーで迎えることとなり、4月2日に急遽制限リスト入りすると、翌4日には自身のInstagramで現役引退を示唆した。「野球から去る決断をした」とし、理由について「野球がどんどんビジネス化し、ゲームでなくなっていった。野球に対する愛情や情熱が薄れてくるのをどうすることもできなかった」と語っており、燃え尽き症候群のようなコメントを残していた。
2022年には現役復帰した。開幕から傘下のAAA級ソルトレイク・ビーズでプレーした。6月8日にDFAとなり、15日にマイナー契約となった（そのままAAA級ソルトレイク所属。）。

## 投球スタイル
スライダーの空振り率が高い（2018年は55.9%）。

## 詳細情報

### 年度別投手成績
| 年 度    | 球 団    | 登 板 | 先 発 | 完 投 | 完 封 | 無 四 球 | 勝 利 | 敗 戦 | セ 丨 ブ | ホ 丨 ル ド | 勝 率 | 打 者 | 投 球 回 | 被 安 打 | 被 本 塁 打 | 与 四 球 | 敬 遠 | 与 死 球 | 奪 三 振 | 暴 投 | ボ 丨 ク | 失 点 | 自 責 点 | 防 御 率 | W H I P |
| -------- | -------- | ----- | ----- | ----- | ----- | -------- | ----- | ----- | -------- | ----------- | ----- | ----- | -------- | -------- | ----------- | -------- | ----- | -------- | -------- | ----- | -------- | ----- | -------- | -------- | ------- |
| 2018     | LAA      | 16    | 0     | 0     | 0     | 0        | 0     | 1     | 4        | 6           | .000  | 70    | 16.1     | 15       | 0           | 5        | 0     | 0        | 20       | 0     | 1        | 7     | 6        | 3.31     | 1.22    |
| 2019     | LAA      | 72    | 0     | 0     | 0     | 0        | 6     | 7     | 2        | 26          | .462  | 309   | 72.1     | 69       | 8           | 23       | 0     | 5        | 84       | 6     | 0        | 34    | 32       | 3.98     | 1.27    |
| 2020     | LAA      | 27    | 0     | 0     | 0     | 0        | 2     | 3     | 5        | 2           | .400  | 112   | 26.1     | 28       | 4           | 9        | 3     | 1        | 18       | 2     | 0        | 18    | 17       | 5.81     | 1.41    |
| MLB：3年 | MLB：3年 | 115   | 0     | 0     | 0     | 0        | 8     | 11    | 11       | 34          | .421  | 491   | 115.0    | 112      | 12          | 37       | 3     | 6        | 122      | 8     | 1        | 59    | 55       | 4.30     | 1.30    |

- 2021年度シーズン終了時

### 年度別守備成績
| 年 度 | 球 団 | 投手（P） | 投手（P） | 投手（P） | 投手（P） | 投手（P） | 投手（P） |
| 年 度 | 球 団 | 試 合     | 刺 殺     | 補 殺     | 失 策     | 併 殺     | 守 備 率  |
| ----- | ----- | --------- | --------- | --------- | --------- | --------- | --------- |
| 2018  | LAA   | 16        | 2         | 3         | 0         | 0         | 1.000     |
| 2019  | LAA   | 72        | 4         | 5         | 0         | 1         | 1.000     |
| 2020  | LAA   | 27        | 2         | 1         | 0         | 0         | 1.000     |
| MLB   | MLB   | 115       | 8         | 9         | 0         | 1         | 1.000     |

- 2021年度シーズン終了時

### 背番号
- 31（2018年 - 2020年）